# لاچنوپترا
لاچنوپترا (نام علمی: Lachnoptera) نام یک سرده از تیره فرچه‌پایان است.